# Narycia polymeres
Narycia polymeres är en fjärilsart som beskrevs av Turner 1900. Narycia polymeres ingår i släktet Narycia och familjen säckspinnare. Inga underarter finns listade i Catalogue of Life.